# Pomnik Harcerzy na Malcie w Poznaniu
Pomnik Harcerzy na Malcie w Poznaniu – pomnik upamiętniający harcerzy wielkopolskich poległych w walce o niepodległość w latach 1918–1920, przede wszystkim w powstaniu wielkopolskim 1918–1919. Zlokalizowany we wschodniej części tzw. „Polany Harcerskiej” na Malcie w Poznaniu. 

## Historia
Pierwszy pomnik na tym miejscu został odsłonięty 16 maja 1937, w trakcie Jubileuszowego Zlotu Poznańskich Harcerzy z okazji 25-lecia działalności harcerskiej w Wielkopolsce. Pomnik poświęcony był „HARCERZOM POLEGŁYM W WALKACH O NIEPODLEGŁOŚĆ”. Uroczystość odbyła się pod honorowym protektoratem senatora Bernarda Chrzanowskiego, przewodniczącego  Zarządu Okręgu Wielkopolskiego ZHP. Jeszcze w 1937 napis na pomniku zmieniono na „HARCERZOM WIELKOPOLSKIM POLEGŁYM W WALKACH O NIEPODLEGŁOŚĆ 1918 1920”.
Pomnik został zburzony w 1940 przez Niemców.
Po wojnie w tym miejscu ustawiono brzozowy krzyż, a 17 grudnia 1978, głaz z tablicą. Pomysł odbudowy monumentu pojawił się w 1992 i wtedy rozpoczęto rekonstrukcję pierwotnego pomnika, która została przerwana jeszcze w tym samym roku, po wykonaniu wysokiego betonowego trzonu i uporządkowaniu otoczenia. Budowa pomnika realizowana była ze sporymi problemami, wynikającymi z praw własności do terenu. W 2012 udało się uregulować kwestie własnościowe, a w lutym 2013 rozpoczęły się prace wykonawcze.
Obecny pomnik został odsłonięty 28 września 2013. Odsłonięcia dokonali wspólnie: Wojewoda Wielkopolski Piotr Florek, Marszałek Województwa Wielkopolskiego Marek Woźniak, Prezydent Miasta Poznania Ryszard Grobelny, Naczelnik Związku Harcerstwa Polskiego hm. Małgorzata Sinica i Komendant Chorągwi Wielkopolskiej ZHP hm. Jarosław Rura. Pomnik poświęcił ksiądz prałat Stefan Komorowski, w obecności księdza prałata hm. Konrada Kaczmarka i księdza kapelana hm. Pawła Kujawy. Władze naczelne Związku Harcerstwa Polskiego w trakcie uroczystości reprezentowali również wiceprzewodniczący ZHP hm. Rafał M. Socha i przewodniczący Centralnej Komisji Rewizyjnej ZHP hm. Zbigniew Standar. Uroczyste przemówienie w trakcie uroczystości, dotyczące historii pomnika, wygłosił prorektor Uniwersytetu im. Adama Mickiewicza w Poznaniu prof. dr hab. hm. Zbigniew Pilarczyk.

## Opis
Projektantem obecnego pomnika jest poznański architekt Klemens Mikuła. Nawiązał do pierwotnego pomnika, zmienił jednak zwieńczenie pomnika – zamiast znicza umieszczono tam symboliczne ognisko harcerskie. Pomnik jest zdecydowanie większy od poprzednika. Ściany boczne są podświetlane reflektorami zatopionymi w podeście. Tablice na pomniku wykonano z granitu (pierwotne były z brązu). 
Na głównej ścianie znajduje się tablica z napisem: „HARCERZOM WIELKOPOLSKIM POLEGŁYM W WALCE O NIEPODLEGŁOŚĆ 1918 1920”.
Dwie tablice umieszczone w niszach bocznych ścian zawierają nazwiska i imiona 77 poległych. Do trzech odtworzonych, historycznych tablic pamiątkowych, dodano czwartą, której treść i symbolikę graficzną wyłoniono w drodze konkursu. Tablica ta poświęcona została pamięci harcerek i harcerzy poległych oraz zamęczonych w obozach i katowniach w latach 1939-1945 oraz harcerek i harcerzy pomordowanych i zniewolonych w latach 1945-1956. Na tablicy wyryto napis: 
PAMIĘCI HARCEREK I HARCERZY WIELKOPOLSKICH
POLEGŁYCH I POMORDOWANYCH
NA WSZYSTKICH FRONTACH
I W OBOZACH
W SŁUŻBIE OJCZYZNY
W LATACH 1939-1945
ZMARŁYCH Z UDRĘCZENIA
ZA WIERNOŚĆ PRAWU
PRZYRZECZENIU HARCERSKIEMU
W LATACH 1945-1956

## Galeria

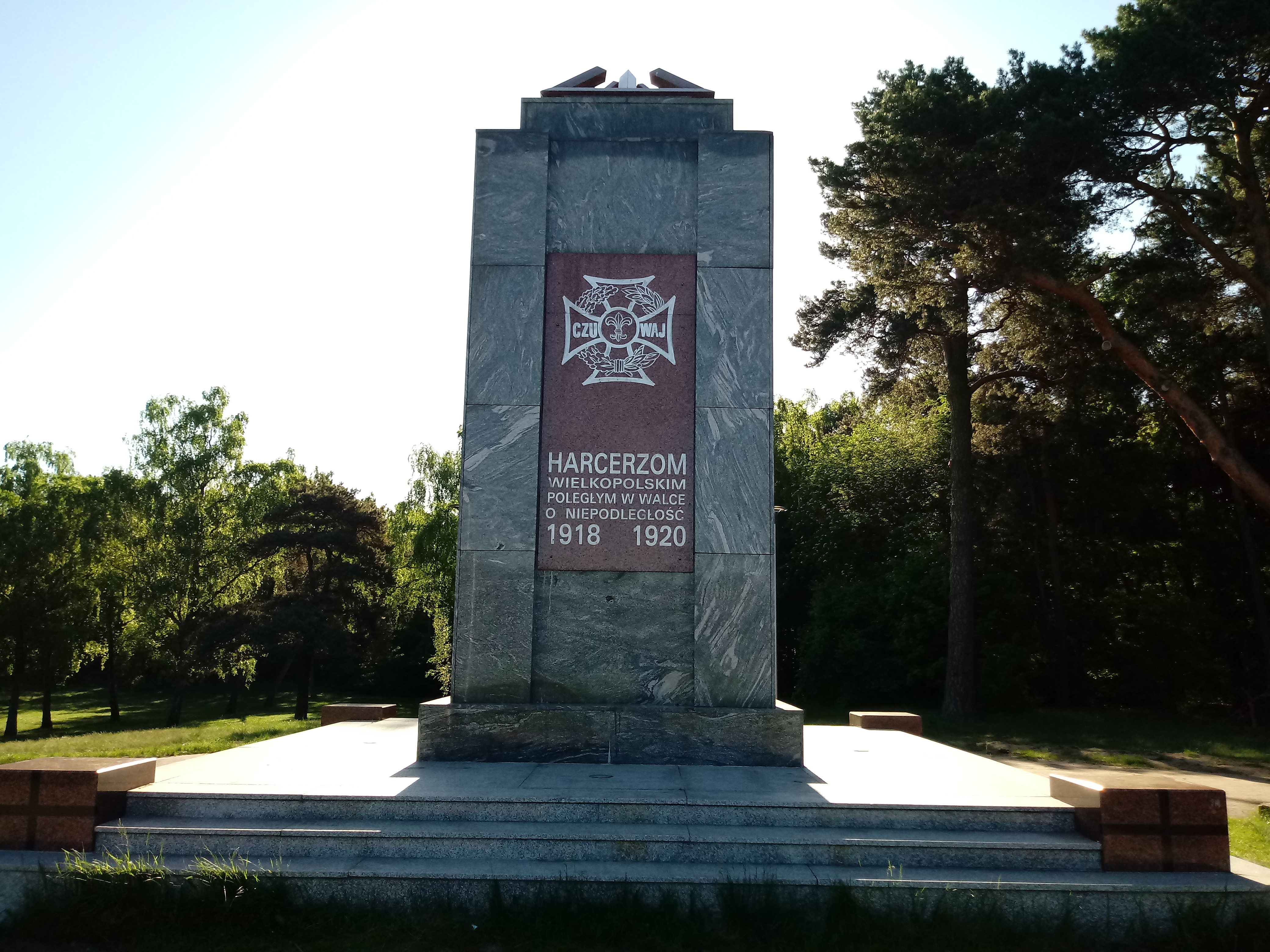
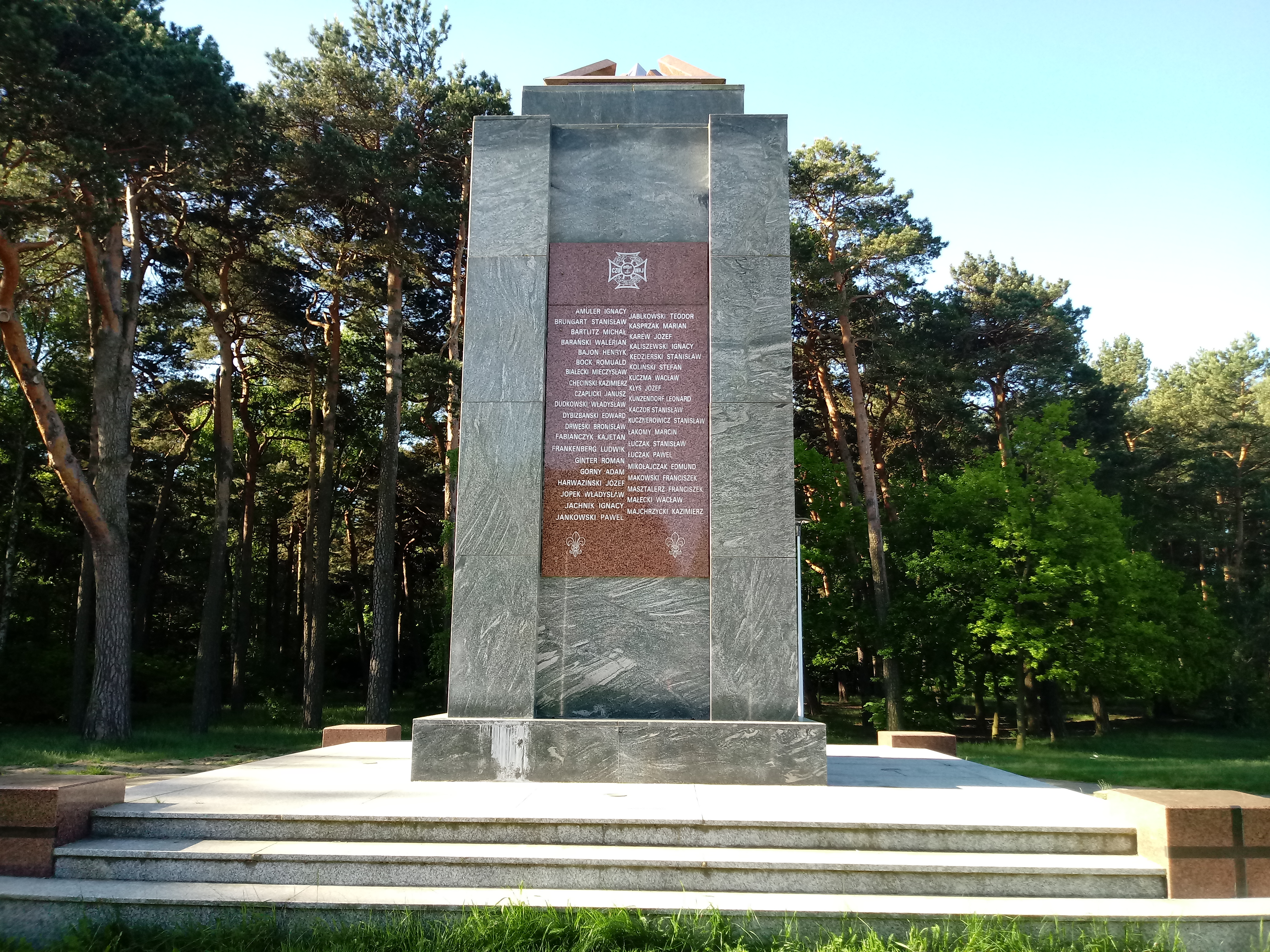
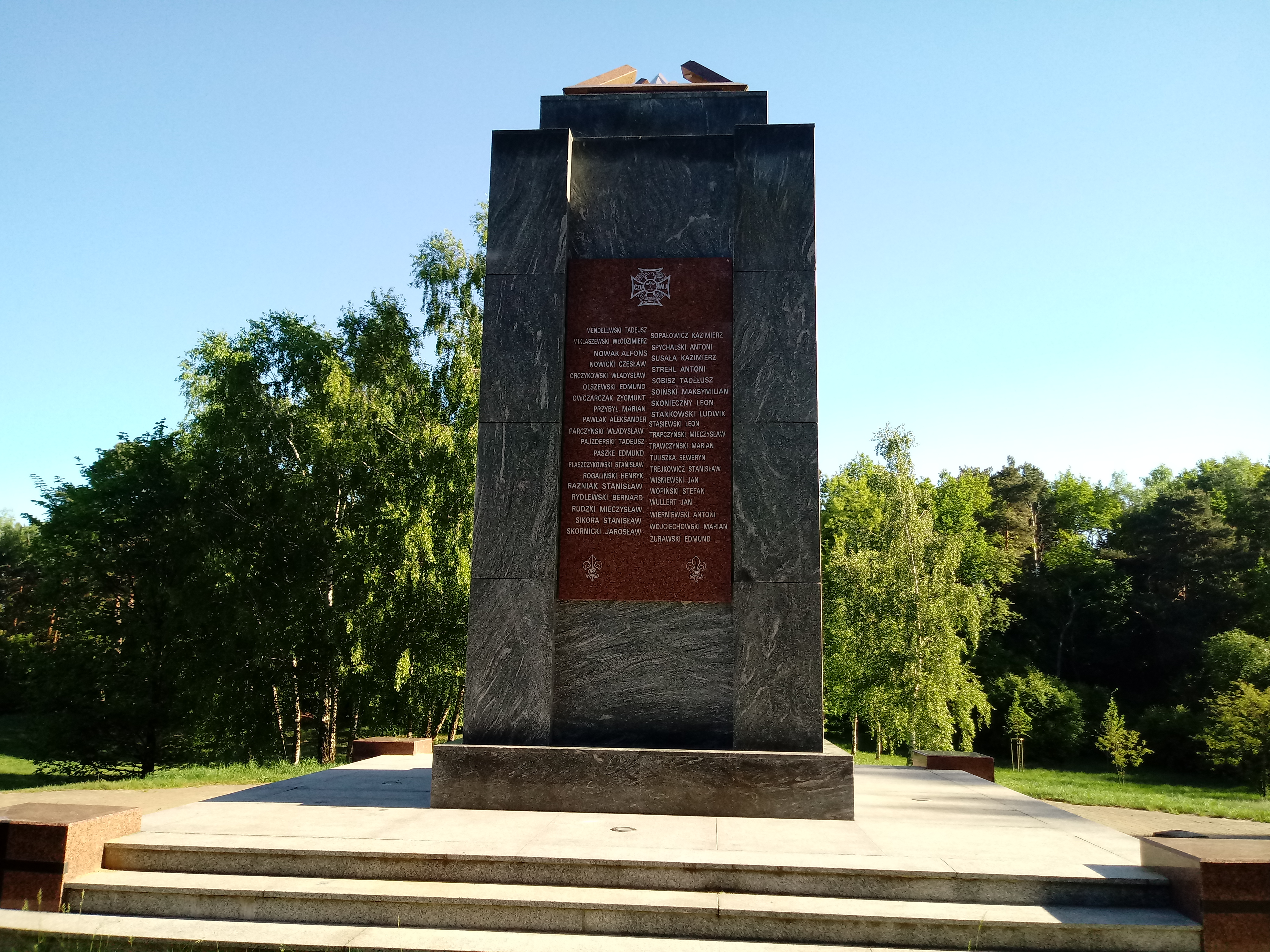
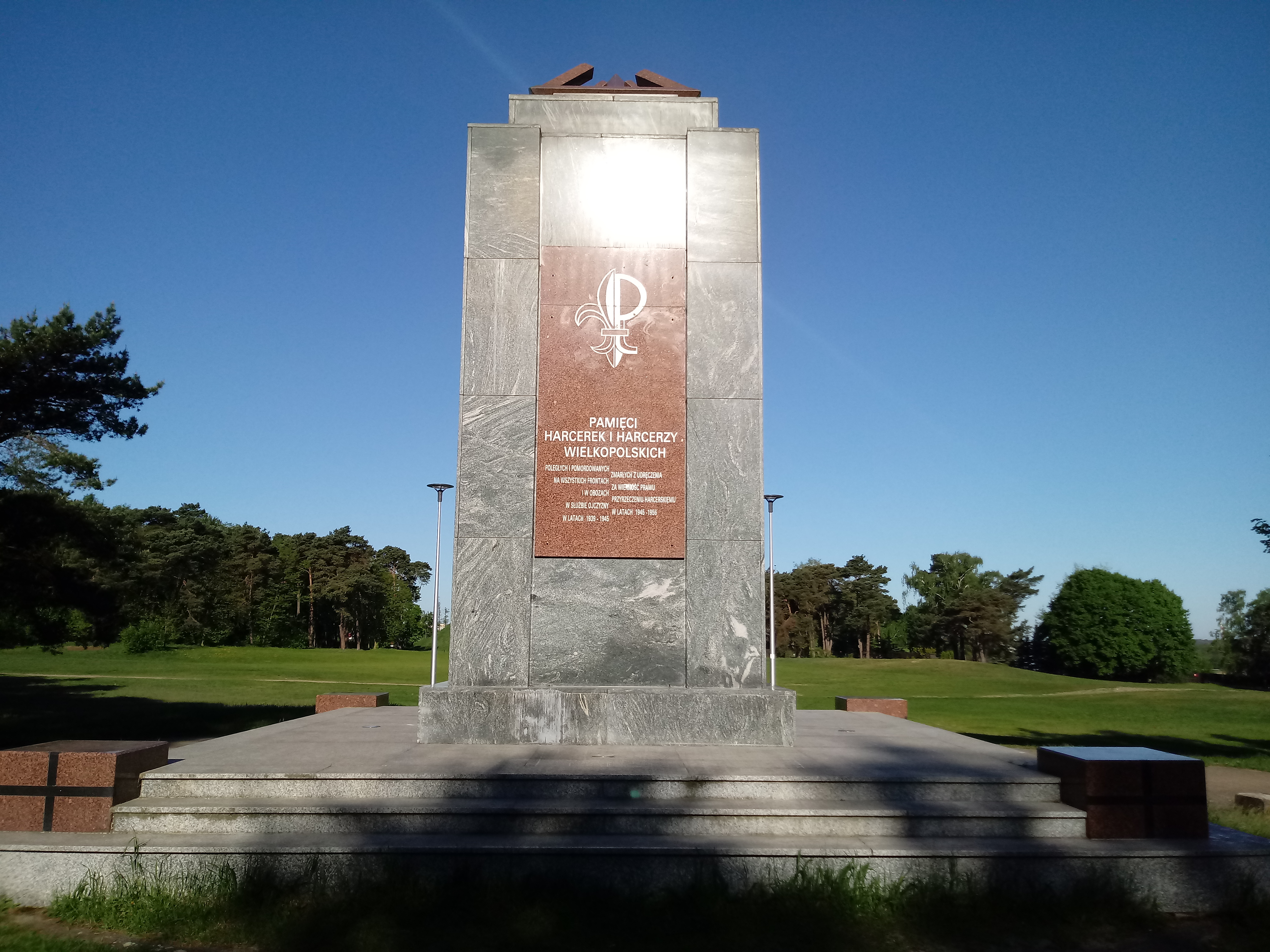